# سيريل كونولي
سيريل كونولي (بالإنجليزية: Cyril Connolly)‏ (10 سبتمبر 1903، كوفنتري في المملكة المتحدة - 26 نوفمبر 1974، لندن في المملكة المتحدة)؛ كاتب وروائي بريطاني.

## الجوائز
- وسام جوقة الشرف

## روابط خارجية
- سيريل كونولي على موقع الموسوعة البريطانية (الإنجليزية)
- سيريل كونولي على موقع إن إن دي بي (الإنجليزية)